# ショモジ県
ショモジ県（Somogy (ハンガリー語: Somogy vármegye, 発音 [ˈʃomoɟ]; クロアチア語: Šomođska županija; スロベニア語: Šomodska županija, ドイツ語: Komitat Schomodei)）は、ハンガリーの県。県都はカポシュヴァール。人口は331.976人（2001年）。
ハンガリー南西部に位置する県。北の県境はバラトン湖、南の県境はクロアティアとの国境。西の県境でザラ県、東の県境でトルナ県、バラニャ県と接する。ハンガリー王国時代のショモジ県が原型となっているが、現在のショモジ県は若干当時の領域より狭くなっている。

## 地域

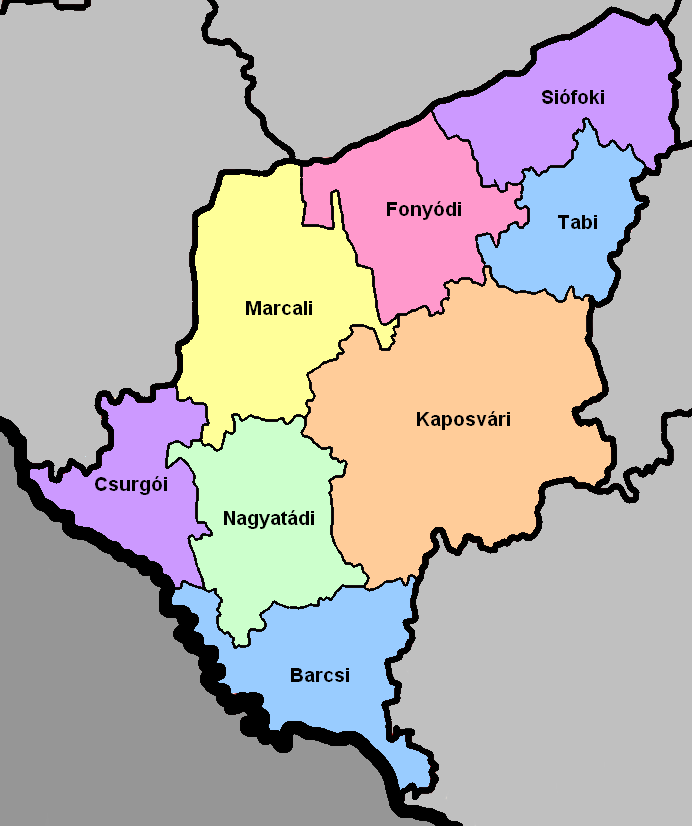
ショモジ県の地区

## 写真

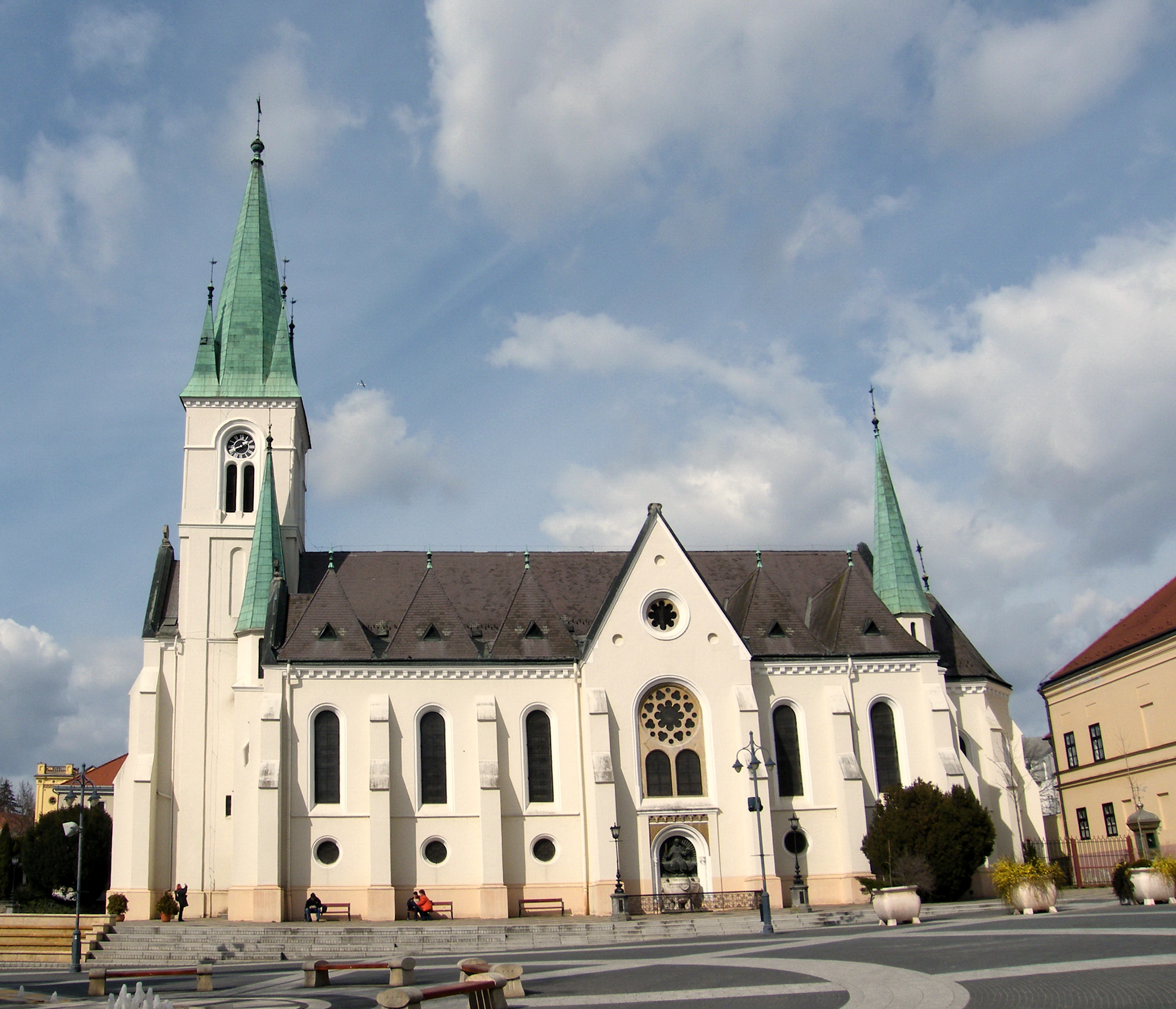
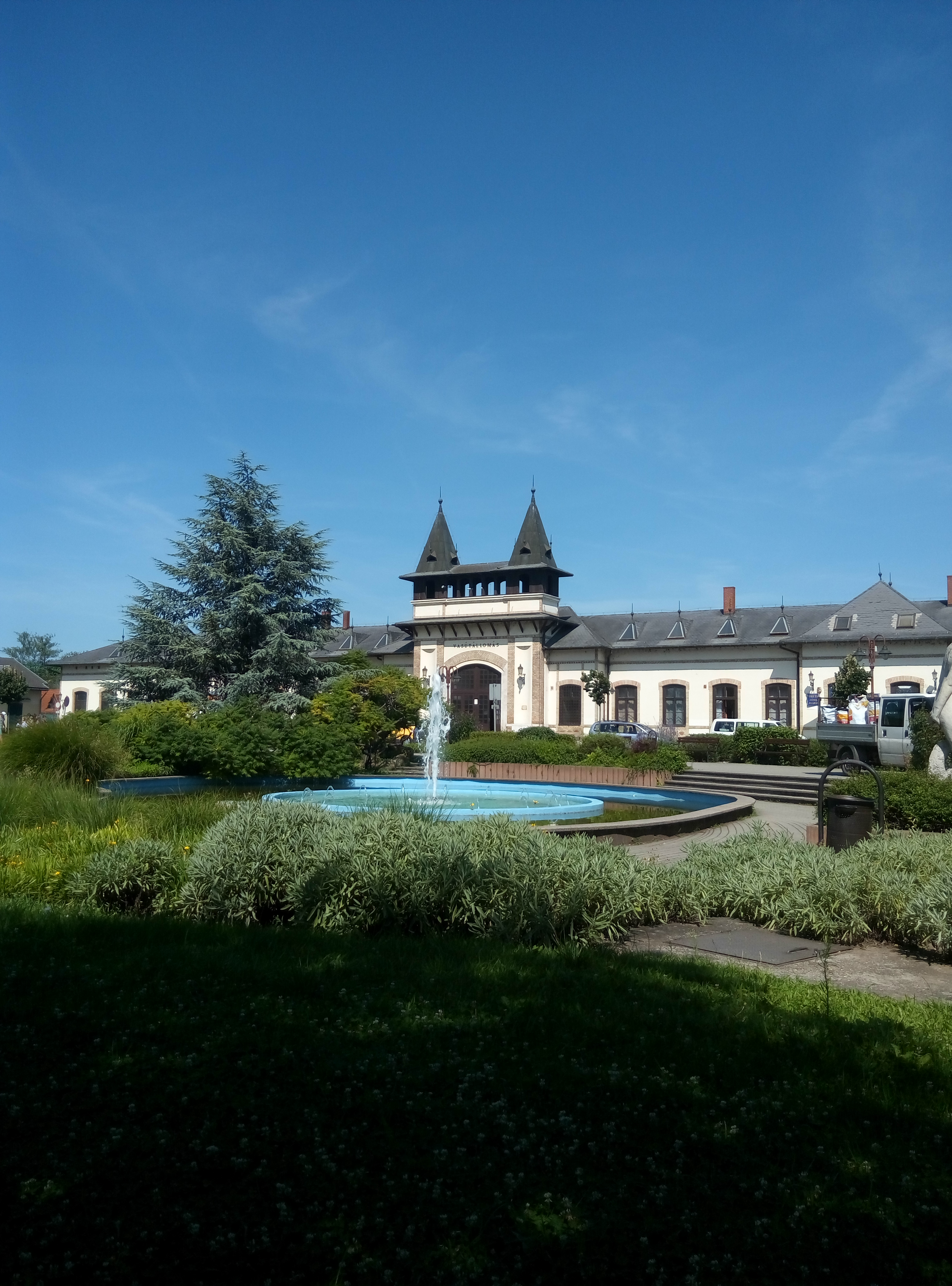
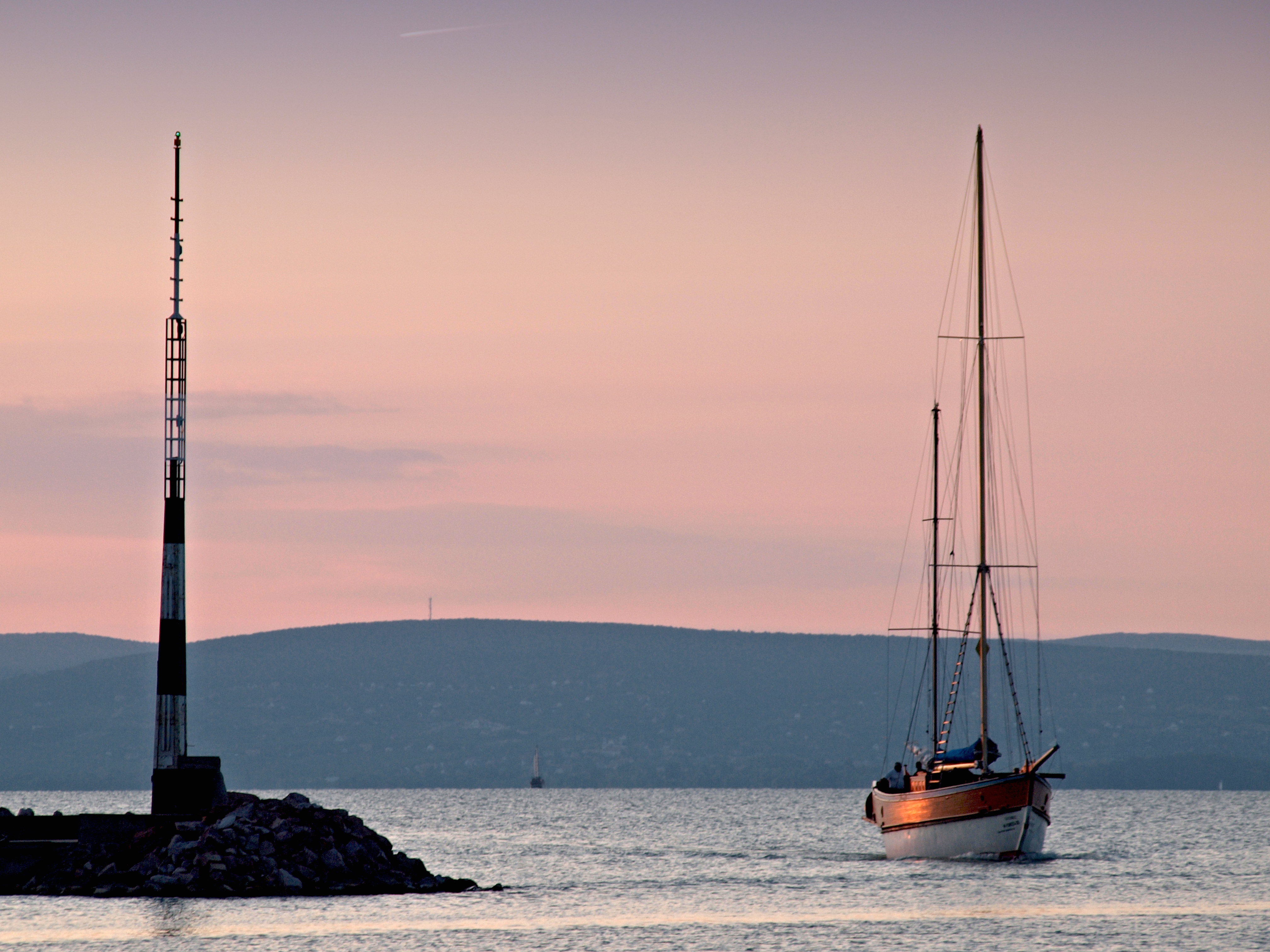
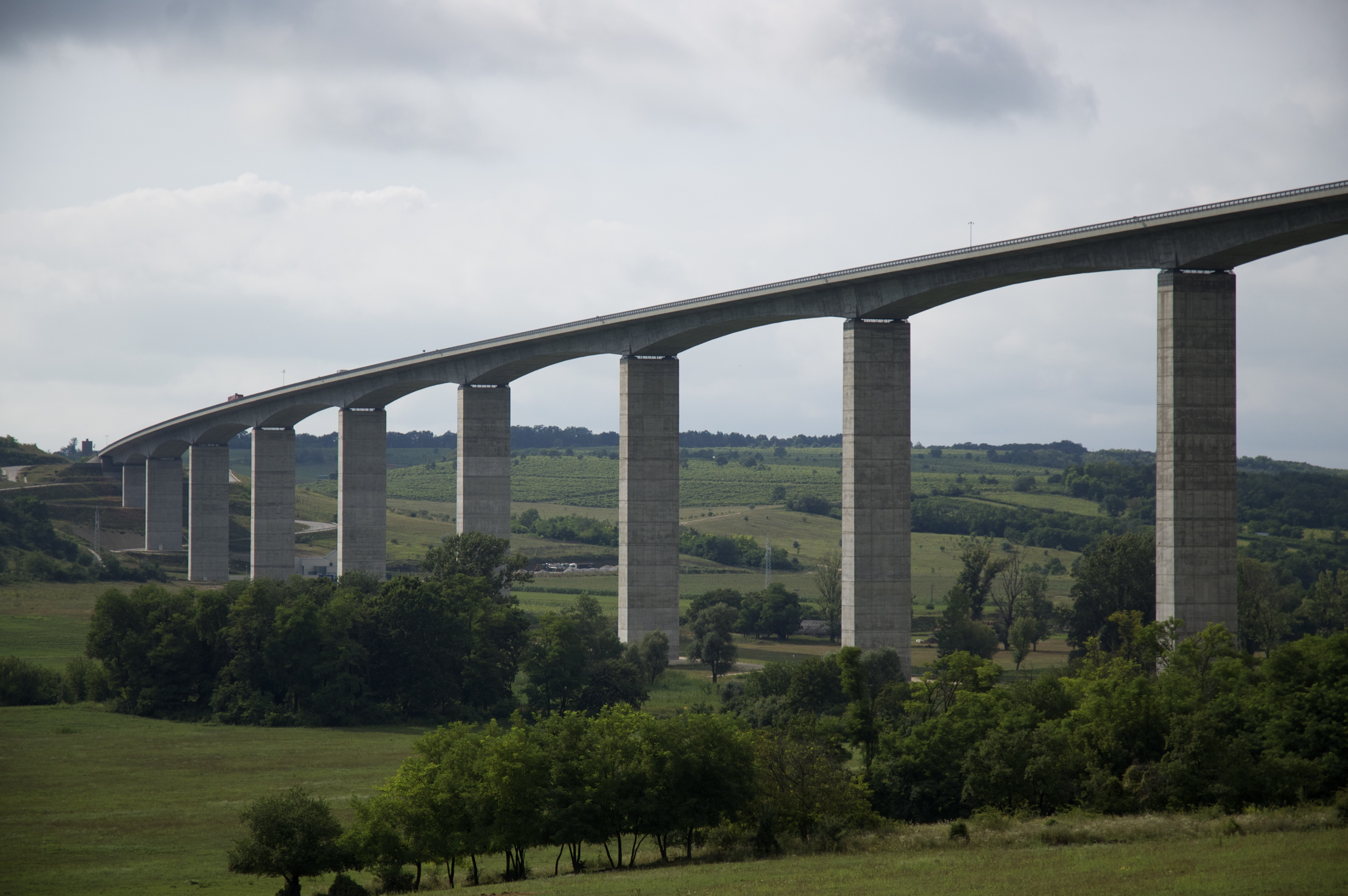
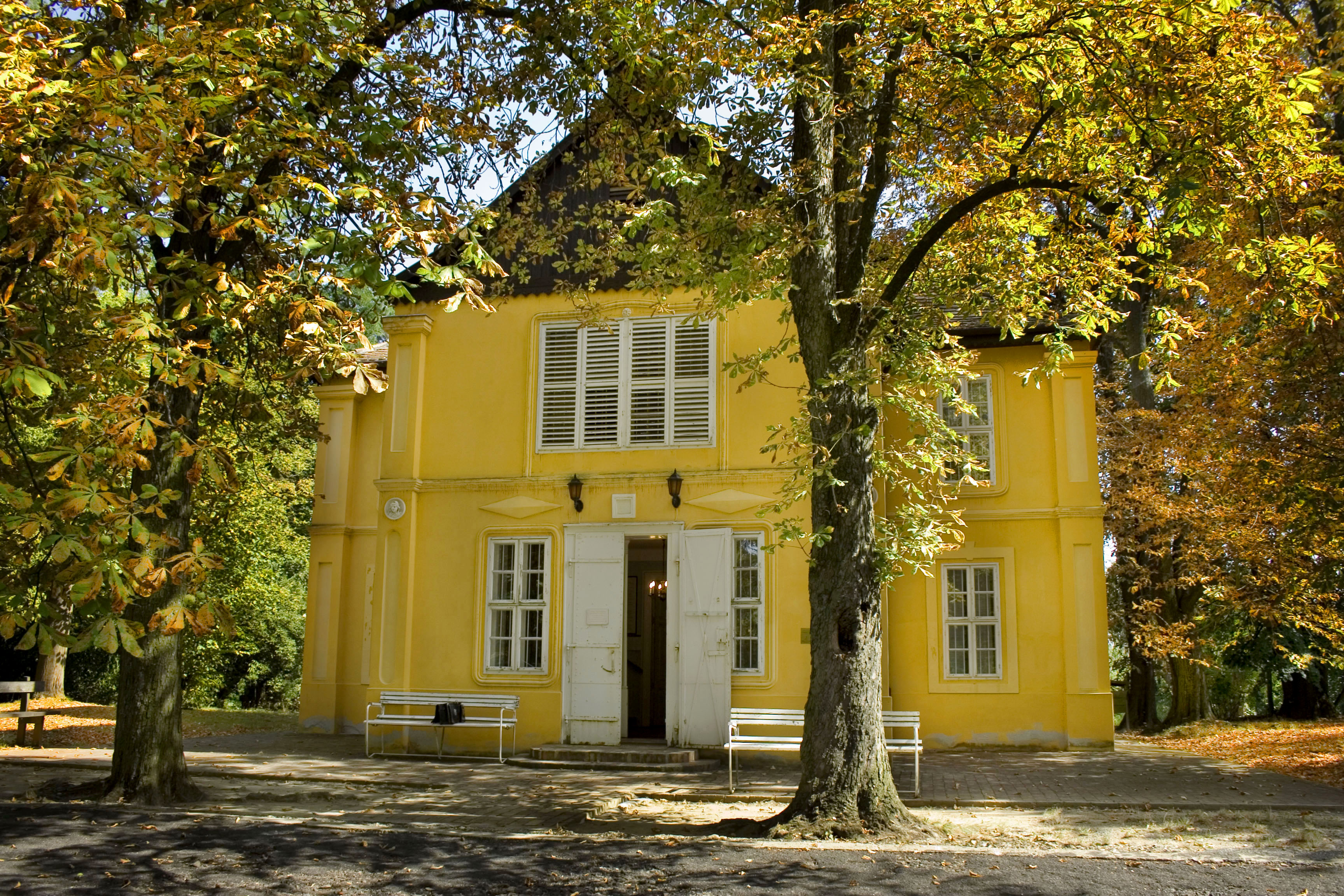
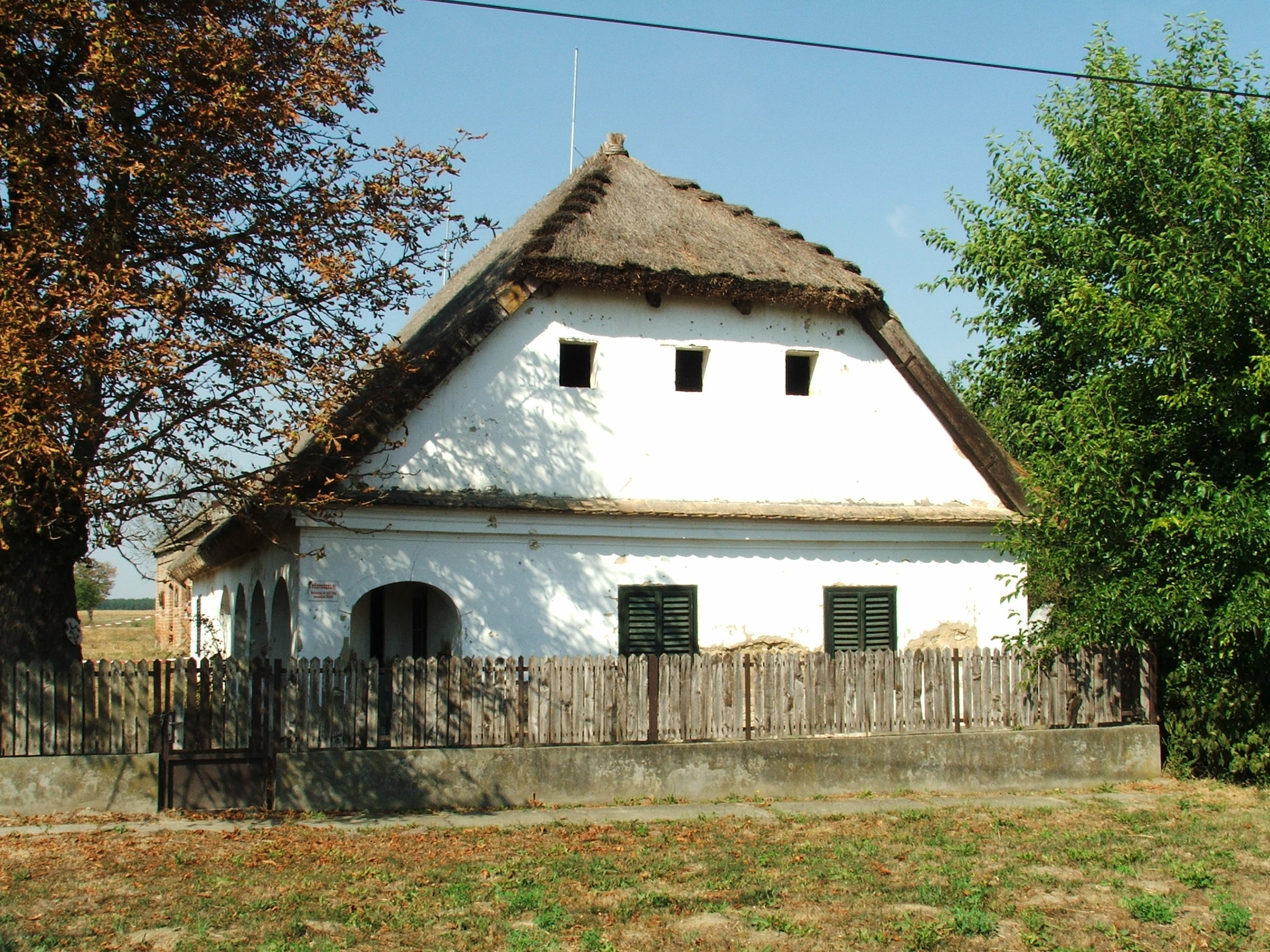
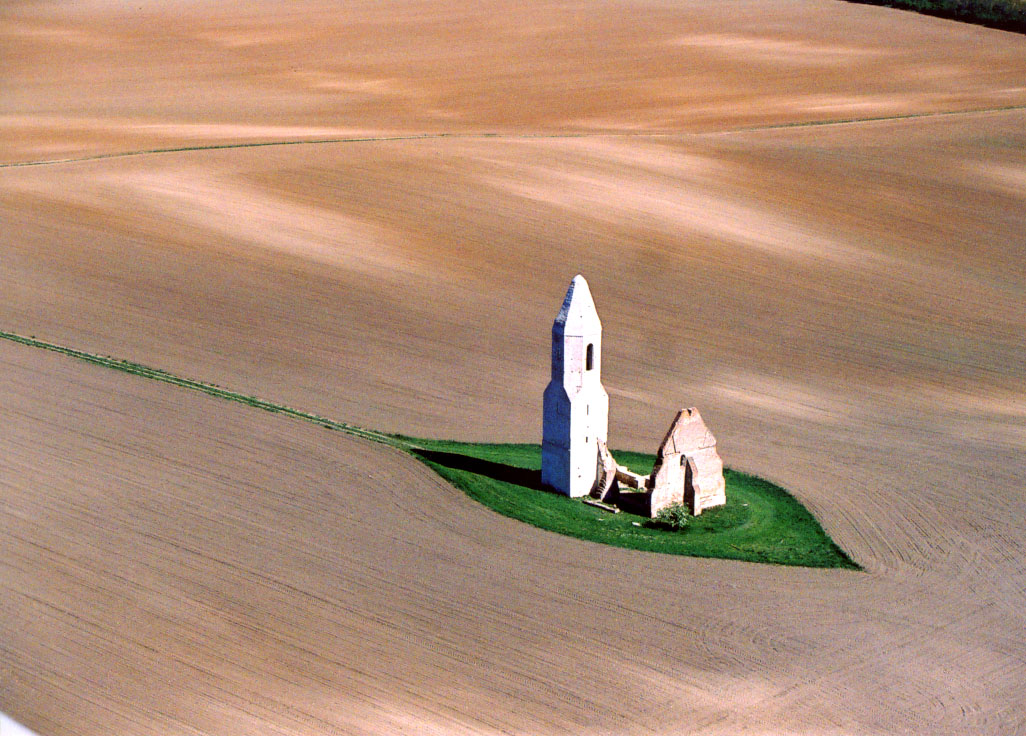
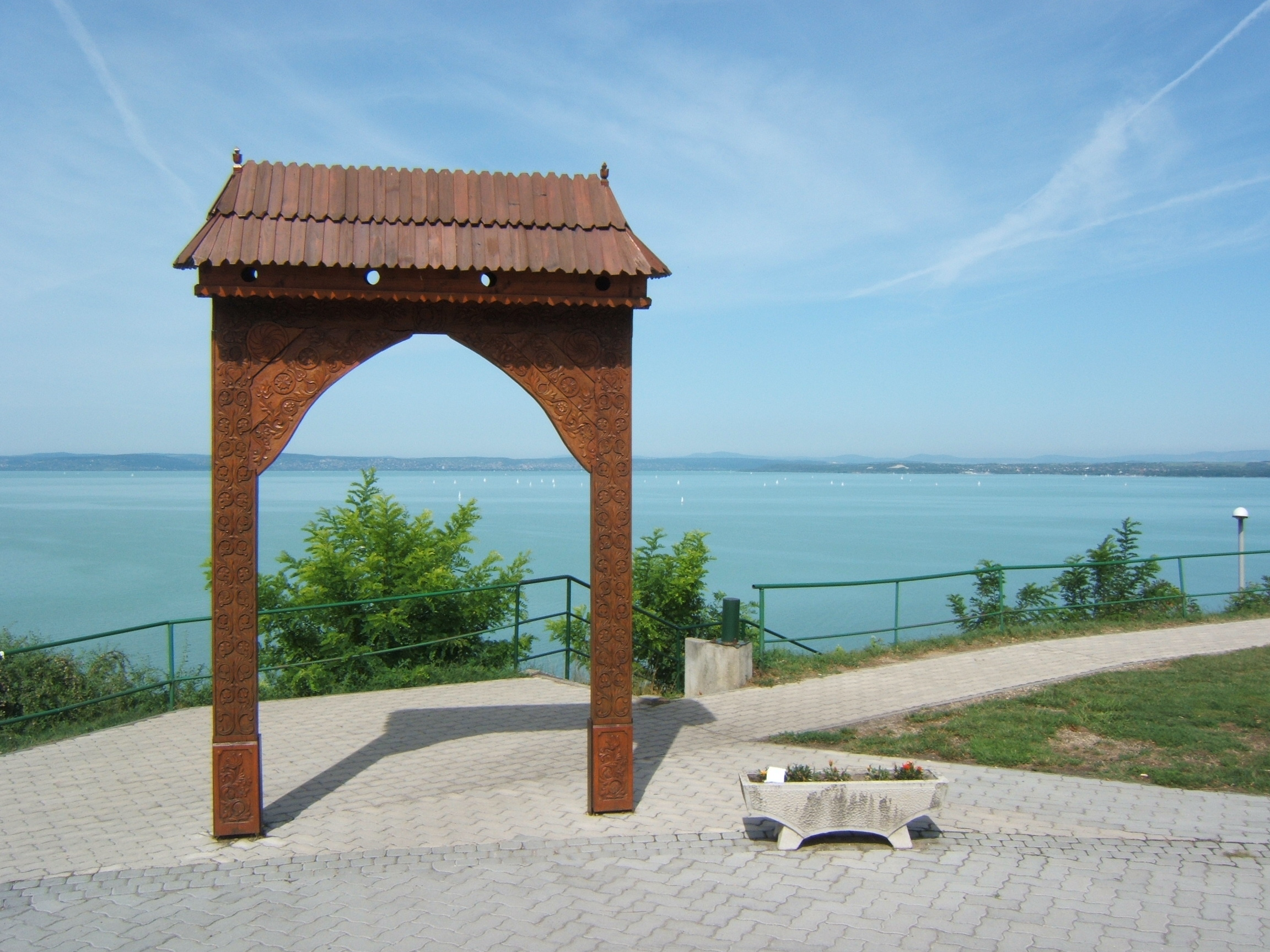

## 人口統計
| 年     | 人口    | ±%     |
| ------ | ------- | ------ |
| 1949年 | 361,213 | 不明   |
| 1960年 | 368,183 | 1.93%  |
| 1970年 | 357,009 | -3.03% |
| 1980年 | 360,270 | 0.91%  |
| 1990年 | 344,708 | -4.32% |
| 2001年 | 335,237 | -2.75% |
| 2011年 | 316,137 | -5.70% |
| 2015年 | 312,084 | -1.29% |
| 2018年 | 303,802 | -2.72% |